# 12Twelve
12Twelve est un groupe de post-rock espagnol, originaire de Barcelone, en Catalogne. Formé par Jaume L. Pantaleón (guitare), Javier García (contrebasse), José Roselló (batterie) et Jens Neumaier (saxophone, claviers), le groupe se sépare en 2008.

## Biographie
Formé en 1998, ils enregistrent leur première démo en décembre la même année, avec David de Beef à la production.
En juin 2001, ils publient leur premier album, Tears, Complaint and Spaces, publié par BOA Discos. Il devient un succès surprenant en Espagne, qui permet au groupe de tourner avec 90 Day Men, Do Make Say Think, et Mogwai. En 2002, ils enregistrent un split avec le groupe de Bilbao Ya te Digo. L'album est publié par le label Astro Discos. En 2003, le groupe part pour Chicago pour enregistrer un nouvel album avec Steve Albini, après avoir remporté le premier prix du concours Villa de Bilbao. Ils enregistrent l'album en juin, et le publient en octobre. Speritismo est leur premier mélange entre post-rock et free-jazz. 
En 2006, ils enregistrent leur quatrième album avec le label Acuarela Discos. Il s'intitule L'Univers, et fait une approche plus complète dans le monde du free-jazz,. Avec cet album, le groupe participe à divers et importants festivals espagnols incluant Festival Internacional de Benicàssim, Sónar, Primavera Sound, et Metrorock. Ils deviennent la couverture du magazine Rockdelux Sound en mars 2006,.
En novembre 2006, ils effectuent une tournée italienne.
Le 10 décembre 2008, avant de jouer au festival Primavera Club à l'Apolo, ils annoncent leur dernier concert à Barcelone, et la séparation officielle du groupe après dix ans d'activité.

## Discographie
- 2001 : Tears, Complaint and Spaces (BOA)
- 2002 : Doppler (with Ya Te Digo) (Astro)
- 2003 : Speritismo (BOA)
- 2006 : L'Univers (Acuarela)